# 马拉埃 (会堂)

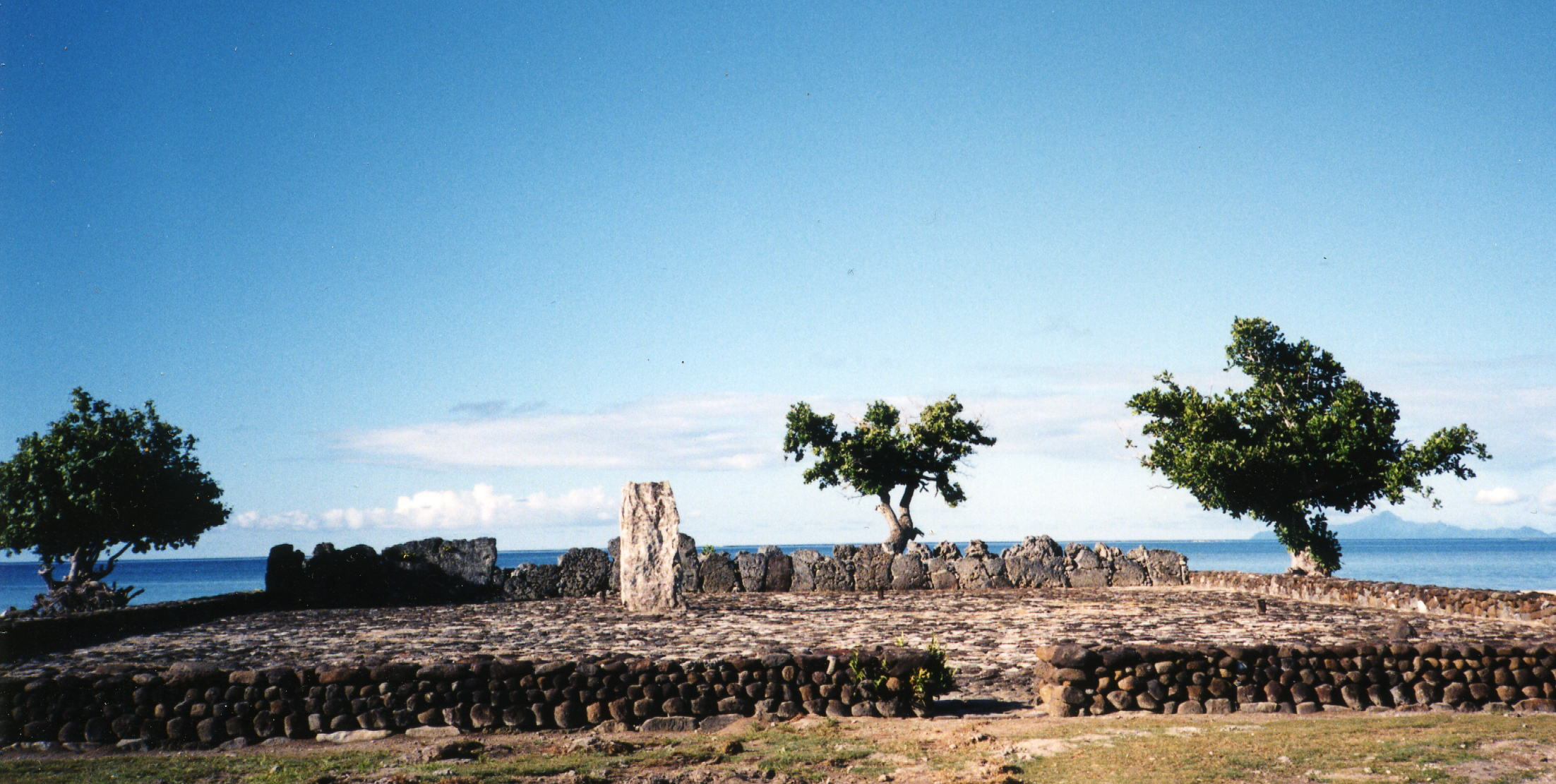
塔普塔普阿特亚马拉埃是位于法属波利尼西亚赖阿特阿岛上的一个古老马拉埃，使用石材建造，于1994年修复。

马拉埃（毛利语、库克群岛毛利语、塔希提语：marae；汤加语：malaʻe；马克萨斯语：meʻae；萨摩亚语：malae）是波利尼西亚社会中一个具有宗教和社会功能的集体或神圣场所。在所有这些语言中，该词也表示清理过且没有杂草或树木的地方。马拉埃通常由一块大致呈矩形的清理过的土地构成，周围用石头或木柱（在塔希提语和库克群岛毛利语中称为“奥”）围绕，可能还有用作仪式用途的“派派”（平台）；在某些地方，比如复活节岛，中央还会放置一块石质的“阿胡”或“阿乌”。在复活节岛的拉帕努伊人文化中，“阿胡”或“阿乌”已成为“马拉埃”的同义词。
在一些现代波利尼西亚社会中，特别是在新西兰的毛利人社会中，马拉埃仍然是日常生活的重要组成部分。在热带波利尼西亚地区，大多数马拉埃在19世纪基督教传入后被摧毁或遗弃，其中一些成为了游客或考古学家的景点。然而，这些马拉埃建造的地方在大多数这些文化中仍然被视为“塔普”（神圣）。